# Raglesville
Raglesville est une census-designated place située dans le comté de Daviess, dans l’État de l'Indiana, aux États-Unis. Lors du recensement de 2020, elle compte 115 habitants.